# Uroobovella assamomarginata
Uroobovella assamomarginata es una especie de arácnido del orden Mesostigmata de la familia Urodinychidae.

## Distribución geográfica
Se encuentra en Assam  (India).